# James Chichester-Clark
James Chichester-Clark, född den 12 februari 1923 i Londonderry County, Nordirland, död den 17 maj 2002, var en politiker i Nordirland.

## Biografi
Chichester-Clark eller senare Lord Moyola, föddes som James Dawson Clark på Moyola Park, Castledawson i Londoderry på familjens släktgård. År 1924 ändrade James Clark Snr sitt namn till Chichester-Clark för att förhindra att hans hustrus släktnamn dog ut.
Utbildad, mot sina egna önskemål, på Selwyn House, Broadstairs och sedan Eton, lämnade han skolan mitt under andra världskriget och anslöt sig till sin farfars regemente i irländska gardet.
Han gjorde karriär som officer i gardet en kort tid och deltog i landsättningen i Anzio i Italien, men sårades i februari 1944 och tillbringade därefter större delen av kriget på sjukhuset för rehabilitering.
Hans popularitet och höga kompetens som officer och hans internationella insatser i krigets efterdyningar höll honom kvar i armén fram till hans militära pensionering 1960.
Chichester-Clark inledde därefter en politisk karriär och var den näst sista premiärministern i Nordirland och den åttonde ledare för Ulster Unionist Party mellan 1969 och mars 1971. Han var ledamot av Nordirlands parlament för South Londonderry i 12 år med början i ett tilläggsval för att ersätta sin farmor Dehra Parker 1960. Han slutade som parlamentsledamot då Stormontparlamentet hade upplösts av den brittiska regeringen.
Chichester-Clarks val till UUP-ledare berodde på Terence O'Neills plötsliga avgång efter ett tvetydigt resultat vid föregående parlamentsval. Hans mandatperiod dominerades av såväl interna unioniststrider, mellan Ian Paisley från höger och Alliance Party Northern Ireland från vänster, och ett framväxande nationalistiskt uppsving. I mars 1971, med sin hälsa sviktande under den växande politiska striden, avgick han - efter att ha misslyckats med att säkra ytterligare militära resurser från den brittiska regeringen.